# 미라큘러스: 레이디버그와 블랙캣의 등장인물 목록
다음은 미라큘러스: 레이디버그와 블랙캣의 등장인물 문서이다.

## 주요 등장인물
- 마리네뜨 뒤팽-쳉 / 레이디버그 (성우: 여민정)

무당벌레 미라클스톤으로 레이디버그로 변신해 악당들과 싸운다. 아드리앙을 좋아한다. 4기 3화 때 알리아에게 레이디버그임을 고백했다. 카가미 츠루기와 친해졌다. 5기에서부터 아드리앙과 사귀기 시작한다.
- 아드리앙 아그레스트 / 블랙캣 (성우: 남도형)

고양이 미라클스톤으로 블랙캣으로 변신해 악당들과 싸운다. 마리네뜨를 좋아한다. 카가미 츠루기와 연인 사이였지만 헤어졌다. 하지만 여전히 카가미 츠루기와 친한 사이이다. 시즌 3에서는 화이트캣(블랙캣 상태에서), 시즌 4에선 에페메럴으로 지배 당한다. 레이디버그 5기에서부터는 마리네뜨에게 감정을 느껴 사귀게 된다.

## 미라클스톤의 요정들
- 티키 (성우: 장은숙)

무당벌레 요정이며 귀걸이가 미라클스톤이다. 마리네뜨를 레이디버그로 변신 시켜 준다. 뭐든 창조할 수 있는 능력을 가지고 있다.
- 플랙 (성우: 전태열)

고양이 요정이며 반지가 미라클스톤이다. 아드리앙을 블랙캣으로 변신 시켜 준다. 뭐든 파괴할 수 있는 능력을 가지고 있다.
- 웨이즈 (성우: 엄상현)

거북 요정이며 거북 모양 팔찌가 미라클스톤이다. 미라클스톤 수호자와 니노를 케러페이스로 변신 시켜 준다. 방어를 할 수 있는 능력을 가졌다. 과거에는 마스터 푸(왕 푸)의 요정이었으나 현재는 니노의 요정이다. 보호의 요정.
- 누루 (성우: 정미라)

나비 요정이며 나비 브로치가 미라클스톤이다. 가브리엘 아그레스트를 호크모스로 변신 시켜 준다. 누구든지 지배할 수 있는 능력을 가지고 있다. 시즌 5의 행방을 봐선 라일라가 미라클스톤을 가져간 것 같다. 전파의 요정.
- 두수 (성우: 이보희)

공작 요정이며 공작 깃 모양의 브로치가 미라클스톤이다. 나탈리 생쿼를 마유라로 변신시켜 준다. 상상괴물을 만들고 조종할 수 있는 능력을 가지고 있다.현재는 필릭스가 아르고스로 변신한다.감정의 요정.
- 폴렌 (성우: 김은아)

꿀벌 요정이며 꿀벌 모양 보석이 박힌 머리빗이 미라클스톤이다. 클로이를 퀸비로 변신 시켜 준다. 독침으로 상대를 마비 시킬 수 있는 능력을 가지고 있다. 시즌 4에서는 클로이의 이복동생인 조이가 꿀벌 미라클스톤의 주인이 된다.
- 트릭스 (성우: 조경이)

여우 요정이며 여우 꼬리 모양 목걸이가 미라클스톤이다. 알리야를 레나 루즈로 변신 시켜 준다. 신기루를 만들어 상대를 혼란스럽게 하는 능력을 가지고 있다.
- 플러프 (성우: 유보라)

토끼 요정이며 회중 시계가 미라클스톤이다. 알릭스를 버닉스로 변신 시켜 주며 시간과 공간을 이동할 수 있는 능력을 가지고 있다.
- 뮬로 (성우: 전해리)

생쥐 요정이며 목걸이가 미라클스톤이다. 마리네뜨 뒤펭 쳉과 뮐렌 하프렐을 멀티마우스나 폴리 마우스로 변신 시켜 주며 자신의 몸을 작게 만들어 수를 증가 시킬 수 있다. 증식의 요정.
- 롱 (성우: 김명준)

용 요정이며 초커가 미라클스톤이다. 츠루기 카가미와 마리네뜨 뒤펭 쳉을 류코로 변신 시켜 주며 자신의 몸을 물, 번개, 바람으로 만들 수 있는 능력을 가지고 있다.
- 사스 (성우: 홍범기)

뱀 요정이며 팔찌가 미라클스톤이다. 루카를 바이퍼리온으로 변신 시켜 주며 능력을 사용한 후 '한번 더' 라고 외친 후 팔찌를 돌리면 능력을 사용하기 5분 전으로 시간을 돌릴 수 있다. 직관의 요정.
- 슈푸 (성우: 신용우)

원숭이 요정이며 머리띠가 미라클스톤이다. 킴을 킹몽키로 변신 시켜 주며 상대의 능력을 무효화 시킬 수 있다. 조롱의 요정.
- 칼키 (성우: 한미리)

갈색 말 요정이며 안경이 미라클스톤이다. 막스를 페가수스로 변신 시켜준다. 순간 이동을 할 수 있는 능력을 가지고 있다.
- 바크 (성우: 권영지)

개 요정이며 동물 목걸이형 초커가 미라클스톤이다.사브리나를 미스 하운드로 변신 시켜 주며 "가져와"를 외치면 공으로 찍은 물건이 돌아온다. 동경의 요정.

## 조연
- 마스터 푸(본명: 왕 푸) (성우: 신용우)

미라클스톤의 수호자였으나 마리네뜨에게 수호자 자리를 넘기고 기억을 잃었다.《진정한 선물》편에서 지하철을 타고 떠났다. 시즌 4에서 퓨리어스 푸로 지배 당한다

### 마리네뜨의 가족
- 톰 뒤팽(아버지) (성우: 홍진욱)

마리네뜨의 아버지. 시즌 3에서 늑대 아빠로 지배
- 사빈 챙(어머니) (성우: 홍희숙)

마리네뜨의 어머니. 중국에서 왔다. 시즌 4에서 퀼린으로 지배 당함
- 왕 챙(외삼촌) (성우: 시영준)

마리네뜨의 삼촌. 중국 최고의 요리사이다.
- 지나 뒤팽(친할머니) (성우: 이소영)

마리네뜨의 친할머니. 이탈리아인이여서 마리네뜨를 마리네따라고 부르는 경향이 있다.

### 아드리앙의 가족 및 주변인
- 가브리엘 아그레스트 (성우: 홍시호) - 아드리앙의 아버지이자 섀도우모스이다.

- 나탈리 생쿼 (성우: 한미리) -가브리엘 아그레스트의 비서이자 마유라이다.
- 에밀리 아그레스트

가브리엘 아그레스트의 아내이자 아드리앙의 어머니.
작중에서는 사망했다고 나온다. 가브리엘 아그레스트가 지하실에 시신을 보관해 놓았다.
- 필릭스 (성우: 남도형) - 아드리앙의 사촌으로 운동 신경이 뛰어나고 무술을 배운다.

### 학교 친구들
- 알리야 세제르 (성우: 김은아)

마리네뜨의 가장 친한 친구이다. 마르티니크 출신이며 레나 루즈로 변신해 레이디버그를 돕는다.
- 니노 라히프 (성우: 홍범기)

아드리앙의 단짝 친구. 여가 시간에는 주로 디제잉이나 학교 라디오 방송국을 담당한다. 캐러페이스로 변신해 레이디버그를 돕는다.
- 클로이 부르주아 (성우: 전해리)

부르주아 파리 시장의 외동딸로, 아드리앙의 소꿉친구이기도 하다. 아드리앙을 좋아하여 마리네뜨와 라이벌 관계나 다름없다. 레이디버그가 자신을 구해 준 후부터 그녀의 팬이 되었으나 자신의 부모님이 호크모스에게 지배 되었을 때 레이디버그가 자신을 선택하지 않고 카가미를 선택하자 그에 대한 사적인 질투 때문에 이성을 잃고 분노하여 미라클 퀸이 되어 버린다. 그리하여 레이디버그를 좋아하지 않게 된다.
- 사브리나 레인 컴브레익스 (성우: 권영지)

클로이의  친구이자 마리네뜨와 같은 반이다. 자신은 클로이의 단짝 친구라 생각한다.
- 알릭스 꿉델 (성우: 김채하)

아랍계 프랑스인이며 인라인 스케이트를 잘 탄다. 어른이 되었을 때는 토끼 미라클스톤으로 버닉스가 된다. 뭐든지 긍정적으로 하는 성격.
- 나타니엘 커츠버그 (성우: 오민혁)

마리네뜨와 같은 반인 그림을 잘 그리는 친구. 마리네뜨를 좋아했다. 호크모스에 의해 이블 아티스트로 지배 당했다.
- 라 찌엔 킴 (성우: 엄상현)

수영을 잘한다. 클로이를 좋아해 고백했으나 거절 당해 호크모스에 의해 다크 큐피드로 지배 당한다. 원숭이 미라클스톤을 이용해 킹몽키로 변신해서 레이디버그와 블랙캣을 돕고 있다.
- 뮐렌 아프렐 (성우: 홍소영)

마리네뜨와 같은 반 친구. 긴장되면 노래를 불러 긴장감을 푼다. 이반 브뤼엘과 사귀는 사이이다. 시즌 4에서 쥐 미라클스톤의 영웅이다.
- 이반 브뤼엘 (성우: 전태열)

마리네뜨와 같은 반 친구이다. 뭘렌 아프렐을 좋아하고 사귀는 사이이며, 덩치가 크다.
- 막스 칸테 (성우: 전태열)

마리네뜨와 같은 반 친구로, 똑똑하고
컴퓨터를 잘한다. 마르코프를 만들었다. 말 미라클스톤으로 페가수스로 변신할 수 있다.
- 쥘레카 쿠페 (성우: 홍희숙)

마리네뜨와 같은 반 친구로,
꿈이 모델이다. 한때 사진에 못 찍히는 일종의 카메라 징크스가 있었다. 루카 쿠페의 여동생이다. 한때 리플렉타로 지배 당했었다. 시즌 4에서 호랑이 미라클스톤의 영웅이다.
- 로즈 라빌롱 (성우: 한미리)

마리네뜨와 같은 반 친구로, 분홍색과 로맨틱한 걸 좋아한다. 쥘레카와 친한 친구이다.
한때 몸이 약해 어린이 병원에 자주 입원했다고 한다. 알리 왕자의 기부금 덕분에 나을 수 있다고 해서 지금은 알리 왕자의 팬이다. 한때 향수 공주로 지배 당했었다. 시즌 4에서 돼지 미라클스톤의 영웅이다.
- 라일라 로시 (성우: 이보희)

호크모스와 같은 편이 되어, 호크모스가 레이디버그를 해치워 주는 대신, 호크모스를 돕는다. 자신에게 망신을 준 레이디버그를 싫어하며, 아드리앙을 좋아한다.

### 다른 반 학생들
- 카가미 츠루기 (성우: 정유미)

아드리앙과 같이 펜싱을 한다. 아드리앙을 좋아하며 마리네뜨와 친하다. 용 미라클스톤을 이용해 류코로 변신할 수 있다.

### 교직원
- 다모클레스 교장 선생님 (성우: 이민규)

마리네뜨와 아드리앙이 다니는 학교
교장 선생님. 부엉맨으로 영웅 흉내를 내다 검은 나비에 지배 당한 적이 있다. 그 이후로는 영웅 답게 사람들을 도와줬다.
- 칼린 뷔스티에 (성우: 권영지): 마리네뜨와 아드리앙의 담당 교사. 담당 과목은 문학과 외국어이다. 사랑의 좀비주가 된 적이 있다. 반에서 뉴욕 여행때 임신중이여서 못갔다.
- 멘델레로프 선생님 (성우: 김은아): 담당 과목은 수학과 과학. 티키와 플랙을 발견해서 진실 혹은 거짓이라는 방송에 출연했다가 비웃음을 당해 검은 나비에 지배 당해 요정버스터가 된 적이 있다.
- 아르망드 달장커트 (성우: 최한): 담당 과목은 스포츠(체육).
- 프레드 아프렐 (성우: 오민혁): 보조 교사로 뮐렌의 아버지.

### 그 외
- 루카 쿠페 (성우: 강호철) - 쥘레카 쿠페의 오빠이며 마리네뜨와 친하다. 뱀 미라클스톤을 이용하여 바이파리온으로 변할 수 있다. 검은 나비에 지배당해 사일런서로 변한 적이 있고, 시즌 4에서 트루스로 지배 당한다. 자그드 스톤의 아들이다.
- 앙드레 부르주아 (성우: 방성준) - 클로이 부르주아의 아버지이자 파리 시장이다. 검은 나비에 지배 당해 독재자로 변한 적이 있다.
- 테오 바우보 (성우: 신용우) - 본래 직업이 아티스트이지만 수입이 많지 않은 편이라 여러 가지 일을 하며 충당한다. 레이디버그를 좋아했지만 지금은 그녀의 대한 마음이 없어진 것으로 보인다.
- 로저 레인컴프릭스 (성우: 홍범기) - 사브리나 레인컴프릭스의 아버지이자 경찰. 검은 나비에게 지배 당하여 로저캅으로 변한 적이 있다.
- 자그드 스톤 (성우: 김명준) - 인기 락스타로 주인공들은 이 가수의 팬이다. 검은 나비에 지배 당해 기타 빌런으로 변한 적이 있다.
- 마농 샤막 (성우: 정미라) - 방송국 아나운서 나디아 샤막의 딸로 방송국 일로 바쁜 엄마 대신 마리네뜨가 돌보는 일이 잦고 퍼피티어로 지배 당한 적이 있다.
- 빈센트 아서 (성우: 박성태) - 자그드 스톤의 열혈 팬.
- 잘릴 꿉델 (성우: 이호산) - 알릭스 꿉델의 친오빠로 루브르 박물관에 근무하는 큐레이터.
- 오티스 (성우: 최낙윤) - 동물원 사육사로 알리야의 아버지이다.
- 미스터 XY (성우: 강호철) - 신인 가수이며 남의 음악을 따라한다.

### 악역
- 호크모스 (성우: 홍시호)

사람들을 검은 나비로 지배해 레이디버그와 블랙캣의 미라클스톤을 빼앗아 신과 같은 힘을 얻으려고 한다.
그의 소원은 죽은 아내를 되살리는 것이다.
- 마유라 (성우: 한미리)

파란 깃털(검은 깃털)로 사람들을 조종하고 상상 괴물을 만들어서 어떻게든 호크모스가 레이디버그와 블랙캣의 미라클스톤을 빼앗을 수 있도록 돕고 있다.

### 뉴욕
애온/언캐니 밸리(성우:이보희)
마제스티아가 만든 가드노이드이며 그녀의 딸.
애온은 기계이기 때문에 콰미들을 탐지 못한다.

### 상하이
우 페이/레이디드레곤(성우:이지현)
상하이 스페셜에서 나온 주연.
마리네뜨와 머리 색이 같다. 프로디지이머스를 이용해 레이디드레곤으로 변신할 수 있다.
나중에 마리네뜨의 외삼촌인 왕 쳉이 페이를 입양 하면서 페이는 마리네뜨의 사촌이 되었다.

## 악역

### 서브 빌런 (호크모스에게 지배당한 사람들)
담당 성우별로 분류했다.
- 전태열: 스톤하트, 게이머, 위시메이커
- 이미연: 스토미 웨더
- 홍범기: 버블러, 로저캅, 오블리비오, 로켓티어
- 신용우: 카피캣, 퓨어리스 푸
- 김채하: 타임브레이커, 사포티, 트러블메이커, 이카리 고젠
- 엄상현: 미스터 피죤, 다크 큐피트
- 김은아: 레이디 와이파이, 오블리비오, 요정버스터
- 이호산: 파라오
- 오민혁: 이블아티스트, 마임맨
- 홍소영: 호리피케이터, 스타트레인, 리스크
- 최한: 다크블레이드
- 권영지: 베니셔, 좀비주, 미라큘러
- 전해리: 안티버그, 퀸 와스프, 미라클 퀸, 퀸 바나나, 페널티, 솔 디스트로이어
- 최낙윤: 애니맨
- 홍희숙: 리플렉타, 치린
- 시영준: 쿵 푸드
- 정미라: 퍼피티어
- 박성태: 픽셀레이터
- 김명준: 기타빌런
- 박영재: 사이먼
- 한미리: 향수공주, 아기거인, 카탈리스트, 마니퓰라, 사파리
- 이보희: 볼피나, 카멜레온
- 유해무: 사탄클로스
- 홍시호: 컬렉터
- 장은숙: 프라임 퀸, 크리스마스터
- 이장원: 글라시에이터
- 이민규: 절망곰, 흑부엉맨
- 정유미: 리포스트, 오니찬, 라이즈, 류코모리
- 이소영: 베파나
- 홍진욱: 고릴라, 늑대아빠, 피스트, 키쿠
- 장민혁: 로보스터스
- 유보라: 사포티
- 윤미나: 캡틴하드록
- 정유정: 프라이트닝게일
- 김영은: 사이렌
- 최승훈: 리버서
- 천지선: 샌드보이
- 이현: 프로저
- 김도영: 아난시
- 정윤정: 스타일 퀸, 하트헌터스
- 방성준: 독재자, 하트헌터스
- 김윤미: 백워더
- 최석필: 애니마에스트로
- 강호철: 사일런서, 트루스
- 탁원제: 베이커릭스, 심플맨
- 황창영: 타임태거
- 강은애: 데스퍼라다
- 진정일: 파티크래셔
- 남도형: 화이트캣, 에페메럴
- 이명호: 솔크러셔
- 박경찬: 물락, 골드 레코드
- 하성용: 싸이코미디언